# San Gabriel Chilac
San Gabriel Chilac är en ort i Mexiko.   Den ligger i kommunen San Gabriel Chilac och delstaten Puebla, i den sydöstra delen av landet, 220 km sydost om huvudstaden Mexico City. San Gabriel Chilac ligger 1 232 meter över havet och antalet invånare är 12 099.
Terrängen runt San Gabriel Chilac är varierad. Runt San Gabriel Chilac är det ganska glesbefolkat, med 35 invånare per kvadratkilometer. Närmaste större samhälle är Tehuacán, 15,8 km norr om San Gabriel Chilac. Trakten runt San Gabriel Chilac består till största delen av jordbruksmark.